# Кубок грецької ліги з футболу
Кубок Грецької ліги — нині неіснуючий футбольний турнір, який відбувся лише один раз, в 1989-90 сезоні. Єдиним переможцем Кубка Ліги став АЕК, перемігши «Паніоніос» (3-3 і 4-2 по пенальті), «Аріс» (5-2), Левадіакос (0-0 і 1-0) і 2 червня 1990 року у фіналі в Афінах на Олімпійському стадіоні — Олімпіакос 3-2.

## Фінал
| Сезон   | Переможець | Рахунок | Фіналіст             | Місце проведення            |
| ------- | ---------- | ------- | -------------------- | --------------------------- |
| 1989-90 | АЕК        | 3-2     | «Олімпіакос» (Пірей) | Олімпійський стадіон, Афіни |